# Kościół św. Piotra w Mönkebude
Kościół św. Piotra (niem. St.-Petri-Kirche lub Dorfkirche St. Petri) – protestancka świątynia znajdująca się w miejscowości niemieckiej Mönkebude. Należy do parafii Ueckermünde.
Budynek wzniesiono w latach 1933-1934 według projektu szczecińskiego architekta Rudolfa Sacka. 

## Architektura i wyposażenie
Świątynia funkcjonalistyczna, jednonawowa, orientowana. Wieża kościelna ma wysokość 12 metrów do krzyża, a jej architektura wzorowana jest na latarni morskiej. Nawa zwieńczona jest stropem belkowym, a prezbiterium – sklepieniem kolebkowym. Na wieży kościoła zawieszone są dwa dzwony – brązowy z 1937 i stalowy z 1959. Przed kościołem znajduje się pomnik I wojny światowej oraz kamień pamięci ofiar II wojny światowej.

## Galeria

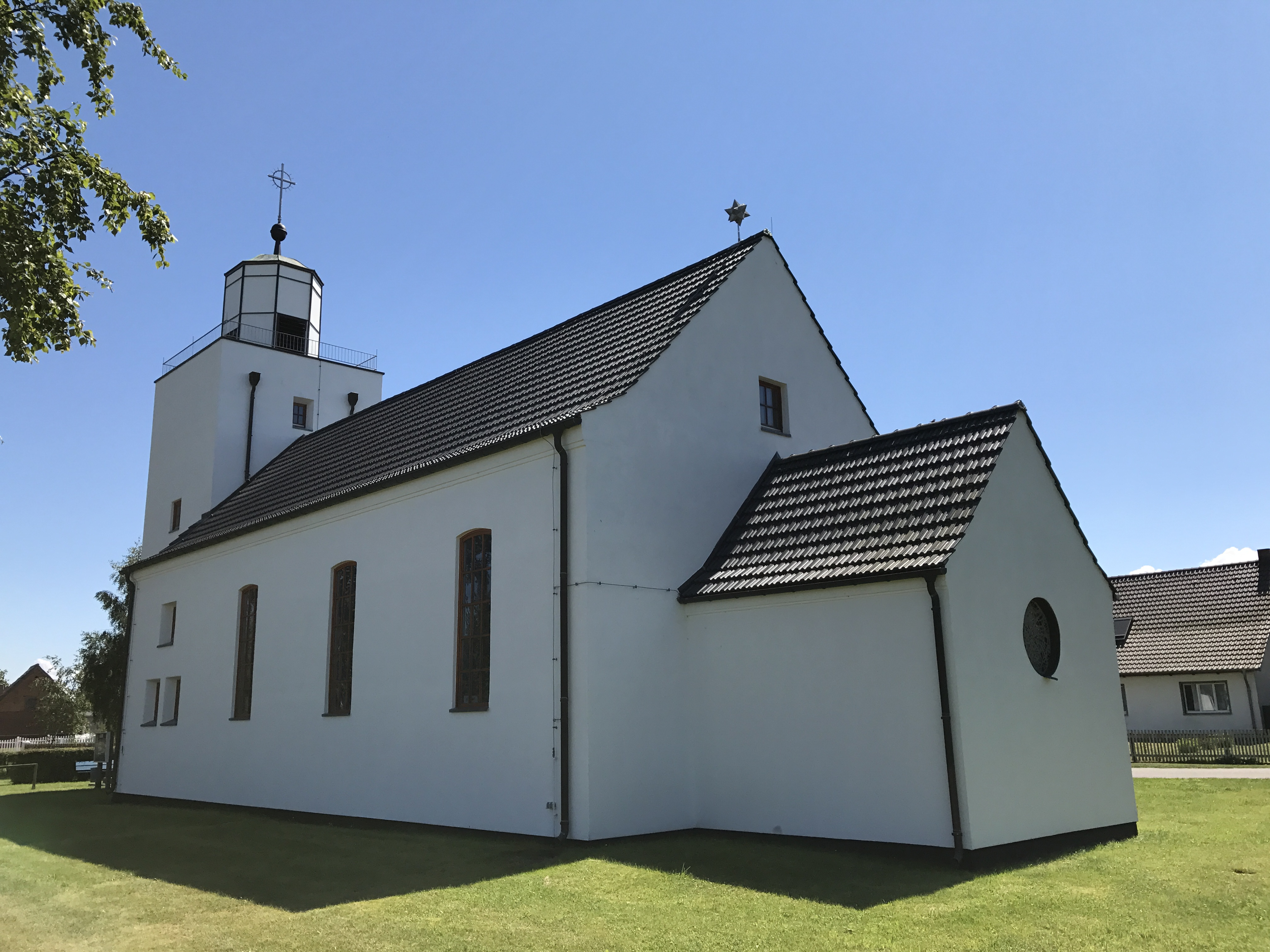
Widok z północnego zachodu
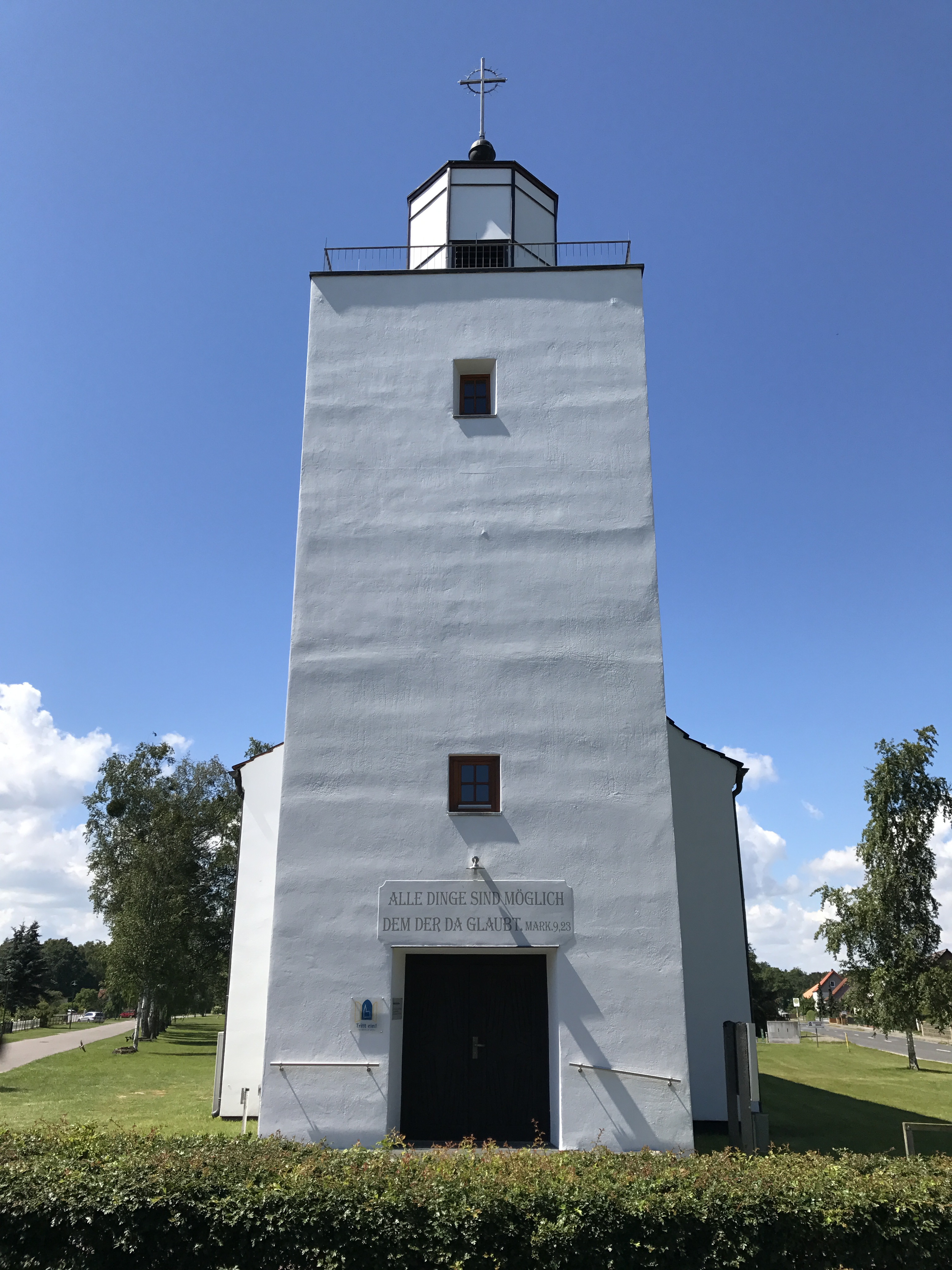
Wieża
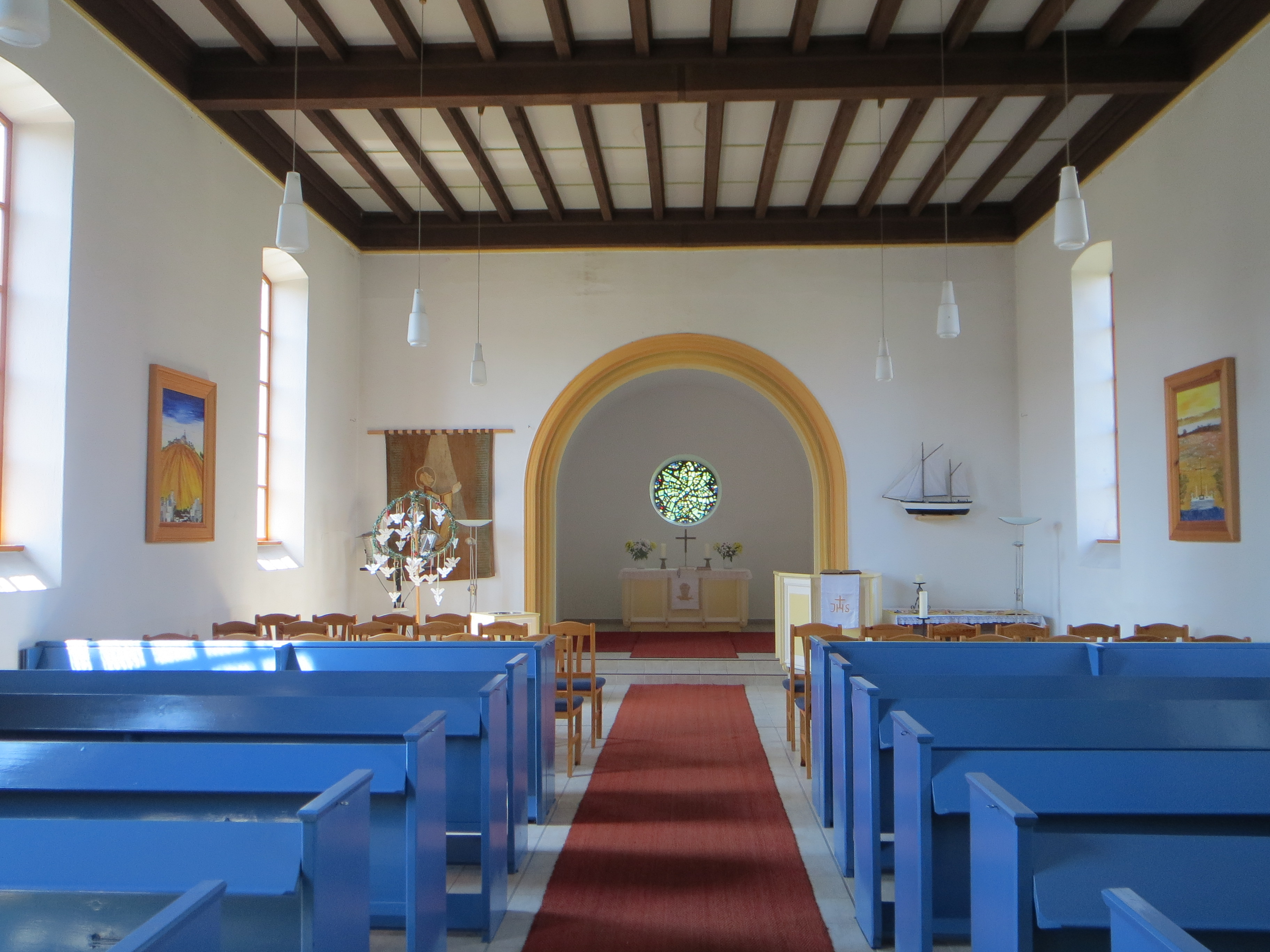
Wnętrze
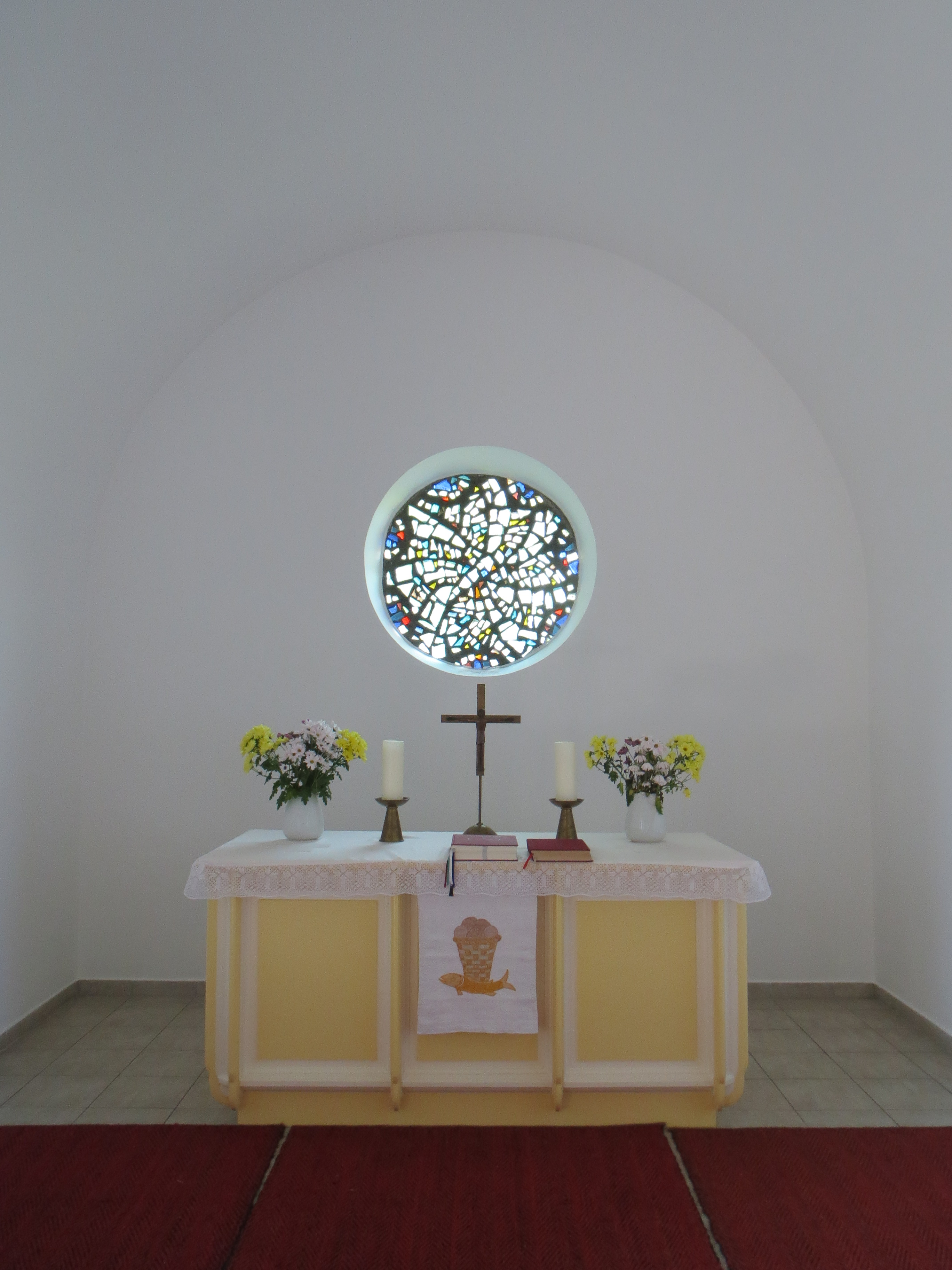
Prezbiterium z ołtarzem głównym
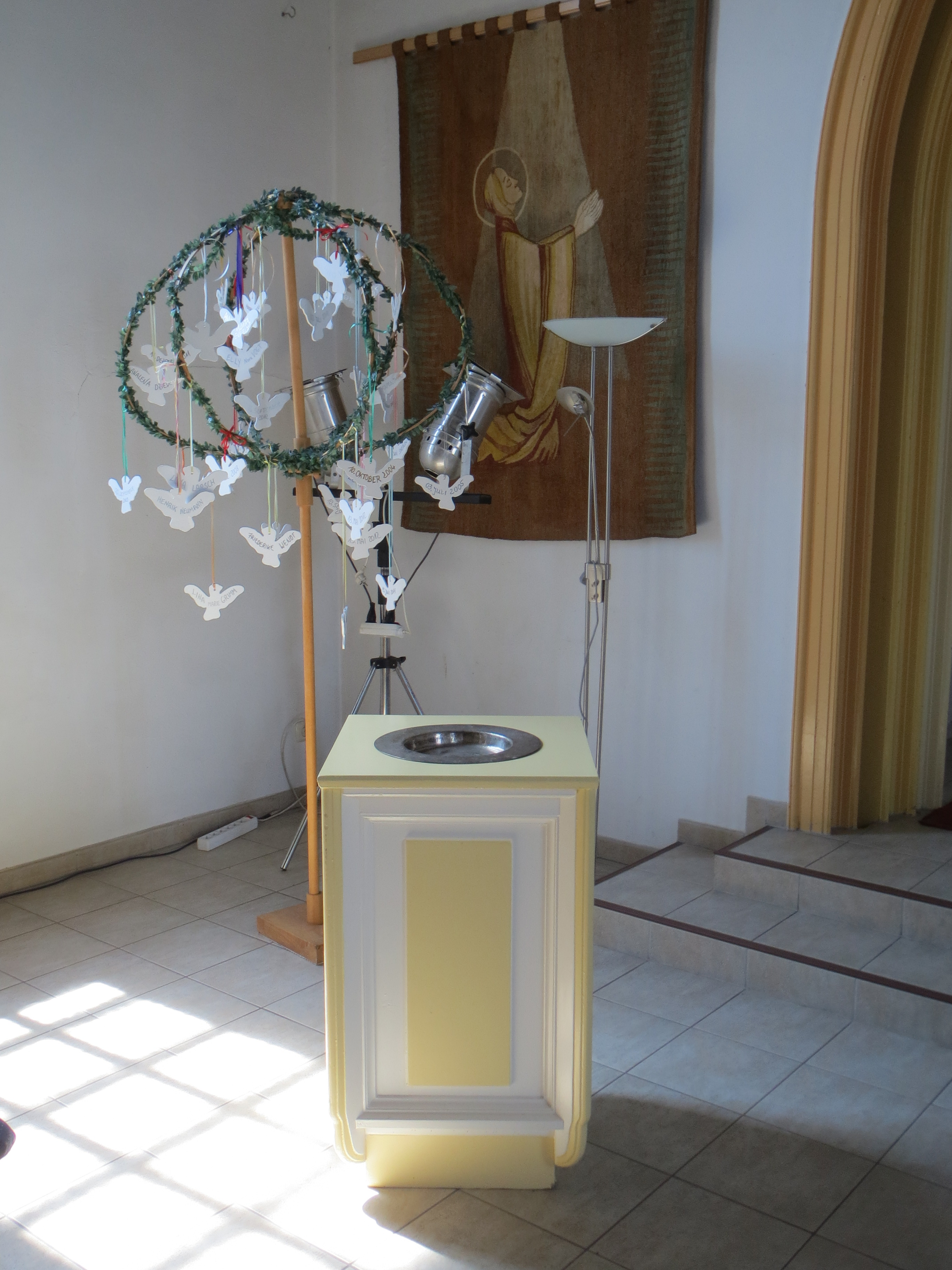
Chrzcielnica
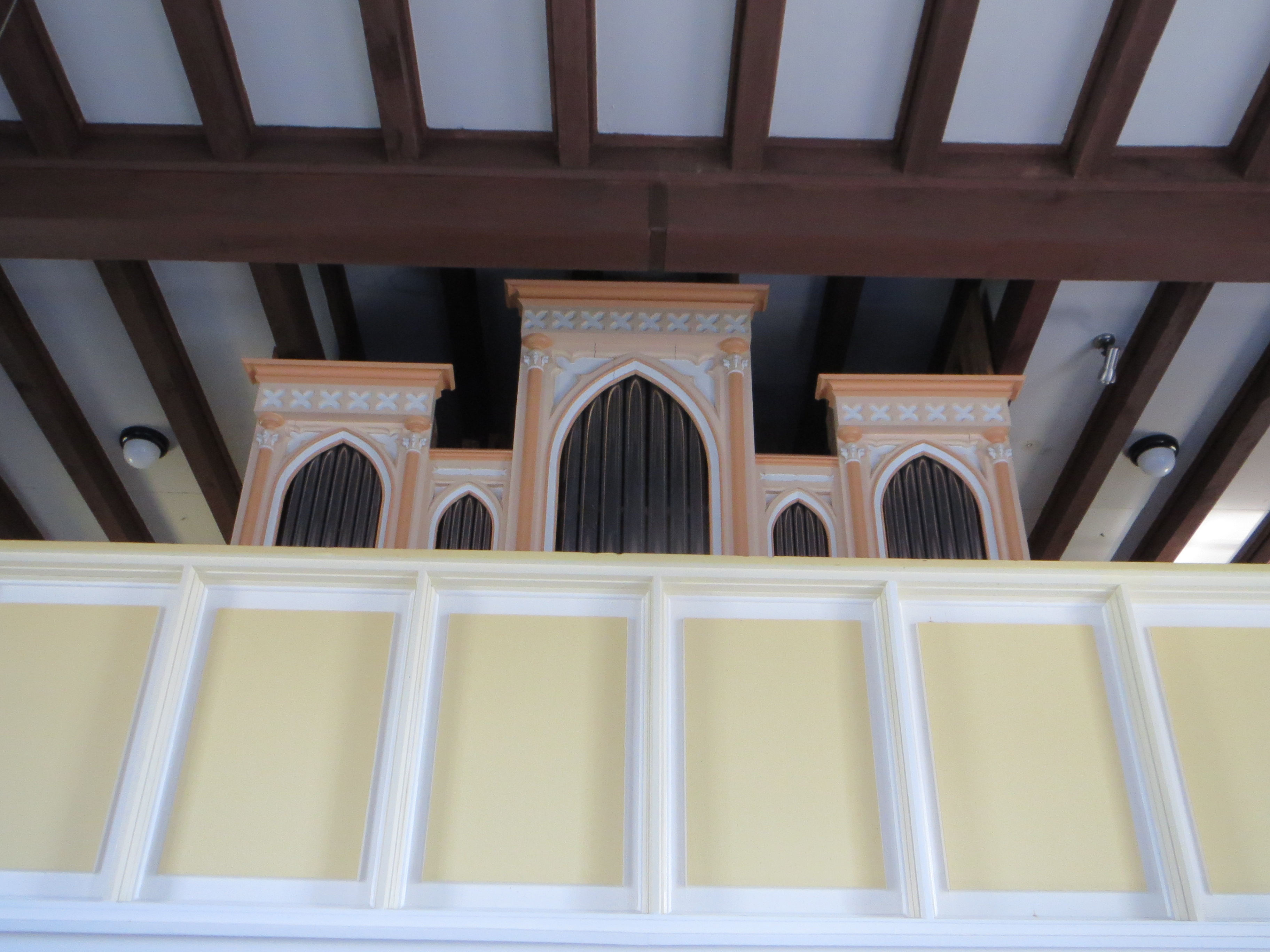
Organy